# Educació a Letònia
L'Educació a Letònia és gratuïta i obligatòria dels 6/7 any als 15 anys, amb la finalització de l'escola primària d'una duració de 9 anys. El 1996, la taxa bruta de matrícula primària va ser del 95,8 per cent, mentre que la taxa neta de matrícula primària era del 89,5 per cent. El nombre de nens que no van assistir a l'escola primària va anar en augment a partir de 2001. A les zones rurals, algunes escoles han estat tancades.
L'educació secundària consta si més no de 12 temes dels quals cinc són obligatoris: llengua letona i literatura, matemàtiques, llengua estrangera, història i educació física. Des de 1999 es pot triar entre quatre programes diferents.
L'educació superior tenen accés tots el titulars de certificats d'educació secundària i els que han fet formació professional de 4 anys. Els programes d'educació superior acadèmics són basats en la investigació i comprenen una tesi al final de cada etapa. Els graus superiors consten d'una durada mínima de 5 anys i per altres graus com medicina són de 6 anys d'estudis (any 2002).
Segons dades de 2010 de la UNESCO, 4720 estudiants de Letònia es van matricular en educació superior a l'estranger (sobretot al Regne Unit, Rússia i Alemanya); 1.760 estudiants d'altres països es van inscriure en educació superior a Letònia (en la seva majoria de Rússia, Ucraïna i Lituània).